# Ourapteryx pluristrigata
Ourapteryx pluristrigata là một loài bướm đêm trong họ Geometridae.